# アシスト (ソフトウェア会社)
株式会社アシストは、東京都千代田区に本社をおくソフトウェアの販売会社。Oracleに代表されるパッケージソフトウェアを日本で展開した最初の会社であり、アメリカ人のビル・トッテン（2006年に日本に帰化）により1972年に設立された。
社名の「アシスト」は、最初に販売した簡易開発製品である「ASI-ST」に由来する。なお、社名の綴りは英語表記の「assist」ではなく日本語ローマ字表記の「ashisuto」である。

## 概要
設立当初は、すべての取扱製品がアメリカで開発されたパッケージソフトウェアであり、アメリカで開発されたソフトウェア製品を日本語化し、日本語のマニュアルや導入サポートなどのサービスを日本企業に提供していた。また、当時よりコンピュータ・プログラム開発用の簡易言語、リレーショナル・データベース等、日本にまだ紹介されていないソフトウェアの概念を日本企業向けに紹介してきた。
その後はパッケージ・インテグレーターとして、複数のソフトウェアと支援サービスに自社の技術を組み合わせ、企業の情報システムを情報活用、運用、データベースのそれぞれの分野で支援している。

## 沿革
- 1971年 - システム開発株式会社（本社東京都渋谷区、永妻寿社長）のソフトウェア・プロダクト部として発足。
- 1972年 - 東京都港区西新橋で株式会社アシストとして創立。
- 1978年 - 大阪営業所を開設。
- 1982年 - 名古屋営業所を開設。
- 1985年 - 本社を東京都港区虎ノ門に移転。
- 1987年 - 福岡営業所を開設。
- 1990年 - エンドユーザ向けにパソコン用ソフトウェア「優しい文具シリーズ」が1989年日経優秀製品サービス賞優秀賞を受賞。同年、札幌営業所、広島営業所を開設。
- 1997年 - 北陸営業所を開設。
- 2001年 - 東北営業所を開設。
- 2005年 - 本社を東京都千代田区九段北に移転。
- 2006年 - 本社のサービス事業部が情報セキュリティマネジメントシステムの認証規格ISO27001を取得。
- 2007年 - 山口県宇部市に宇部サポートセンターを開設。データベース基盤ソリューション「DODAI」の提供開始。
- 2009年 - オープンソースのリレーショナル・データベース「PostgreSQL」の支援サービスを開始。
- 2010年 - アシストが考える情報活用の仕組みを「AEBIS～Ashisuto Enterprise BI Suite～」として体系化。運用ナレッジ連携ソリューションを「縁（ENISHI）」として体系化。
- 2011年 - Ericom社のデスクトップ仮想化製品「PowerTerm WebConnect」を販売開始。タブレット端末向け電子フォームシステム「e.Form」を販売開始。
- 2012年 - 第4のサポート・センターを名古屋に開設。DWH専用データベース「InfiniDB」を販売開始。QlikView専用の地図連携ソリューション「GeoQlik」を販売開始
- 2013年 - 製品サポート業務に特化したグループ会社、「株式会社アシスト北海道」を設立。ビジネス・ルール管理システム「Progress Corticon」を販売開始。
- 2014年 - Webコンテンツ・マネジメント・サービスと関連サービスの提供に特化した「株式会社のれん」を設立。サービス事業部（西日本支社）が情報セキュリティマネジメントシステムの認証規格ISO27001を取得。

## 参照
1. 1 2 3 4 5 6  株式会社アシスト 第52期決算公告